# Черевик Ялісей
Отаман Лютий (справжнє ім'я Ялісей Черевик) родом із села Водяне, тепер Петрівського району Кіровоградської області. 1922 р. мав загін у 80 вершників, 2 кулемети.
В Єлисаветградському повіті у отамана Лютого були трійки «охорони доріг».